# SHB VT 2.70
De VT 2.70, ook wel Coradia LINT 41 genoemd, is een dieselmechanisch motorrijtuig of treinstel, een zogenaamde light train met lagevloerdeel voor het regionaal personenvervoer van de Schleswig-Holstein-Bahn (SHB).

## Geschiedenis
De LINT is ontworpen door fabrikant Linke-Hofmann-Busch (LHB) uit Salzgitter. Het acroniem LINT staat voor "Leichter Innovativer Nahverkehrstriebwagen". De treinen vervangen oudere treinen.
De Schleswig-Holstein-Bahn GmbH (SHB) is een 100% dochter van de AKN Eisenbahn AG.
Het treinstel VT 2.74 werd tot 2011 ook bij nordbahn Eisenbahngesellschaft (NBE) gebruikt.

## Constructie en techniek
Het treinstel is opgebouwd uit een aluminium frame met een frontdeel van GVK. Typerend aan dit treinstel is de toepassing van Scharfenbergkoppeling met het grote voorruit. De treinen werden geleverd als tweedelig dieseltreinstel met mechanische transmissie. De trein heeft een lagevloerdeel. Deze treinen kunnen tot drie stuks gecombineerd rijden. De treinen zijn uitgerust met luchtvering.

## Treindiensten
De treinen werden tussen 14 december 2003 en 10 december 2011 door de Schleswig-Holstein-Bahn (SHB) ingezet de volgende trajecten:
- Büsum - Heide (Holstein)
- Heide (Holstein) - Neumünster